# Anan, Tokushima
Anan (阿南市 Anan-shi?) este un municipiu din Japonia, prefectura Tokushima.